# Taiwa
Taiwa (大和町?) è una cittadina giapponese della prefettura di Miyagi.